# Цусима-мару
«Цусима-мару» (яп. 対馬丸) — японское грузопассажирское судно 1914 года постройки. В августе 1944 года, во время Второй мировой войны было потоплено американской подводной лодкой Bowfin (SS-287). На борту находилось около 1700 гражданских лиц, половина из которых — дети школьного возраста. Спаслось 280 человек, из них 59 детей.

## История
«Цусима-мару» был построен в 1914 году компанией Hall, Russell & Company по заказу японской компании NYK. Во время Первой мировой войны судно использовалось для доставки союзникам боеприпасов и продовольствия.
21 сентября 1941 года «Цусима-мару» был реквизирован для нужд Императорского флота Японии.
В августе 1944 года «Цусима-мару» и ещё два грузопассажирских судна аналогичного водоизмещения, «Кацуура-мару» и «Гюёку-мару», прибыли в окинавский порт Наха, доставив 3339 солдат и 900 лошадей 62-й пехотной дивизии — японская армия готовилась к обороне Окинавы.
Обратный рейс в Кагосиму три транспорта выполняли в составе небольшого конвоя NAMO-103. Эскорт конвоя состоял из эсминца «Хасу» и канонерской лодки «Удзи». На борту «Цусима-мару» находилось 1661 человек, из них детей школьного возраста — 834, которых сопровождали учителя и родители.

## Потопление
Конвой вышел из порта вечером 21 августа 1944 года. Ночью 22 августа 1944 года конвой был обнаружен радаром американской подводной лодки Bowfin (SS-287) недалеко от острова Акусэки-дзима. В 22:12 подлодка начала атаку, выпустив шесть торпед, две из которых поразили «Цусима-мару». Судно стремительно затонуло, спустить на воду спасательные шлюпки никто не успел. Остальные корабли конвоя не предприняли действий по спасению людей с «Цусима-мару» и продолжили движение, пытаясь избежать торпедирования. Спаслось 280 человек, из них 59 детей. Экипаж подводной лодки Bowfin узнал о трагических обстоятельствах потопления «Цусима-мару» через 20 лет.

## Память

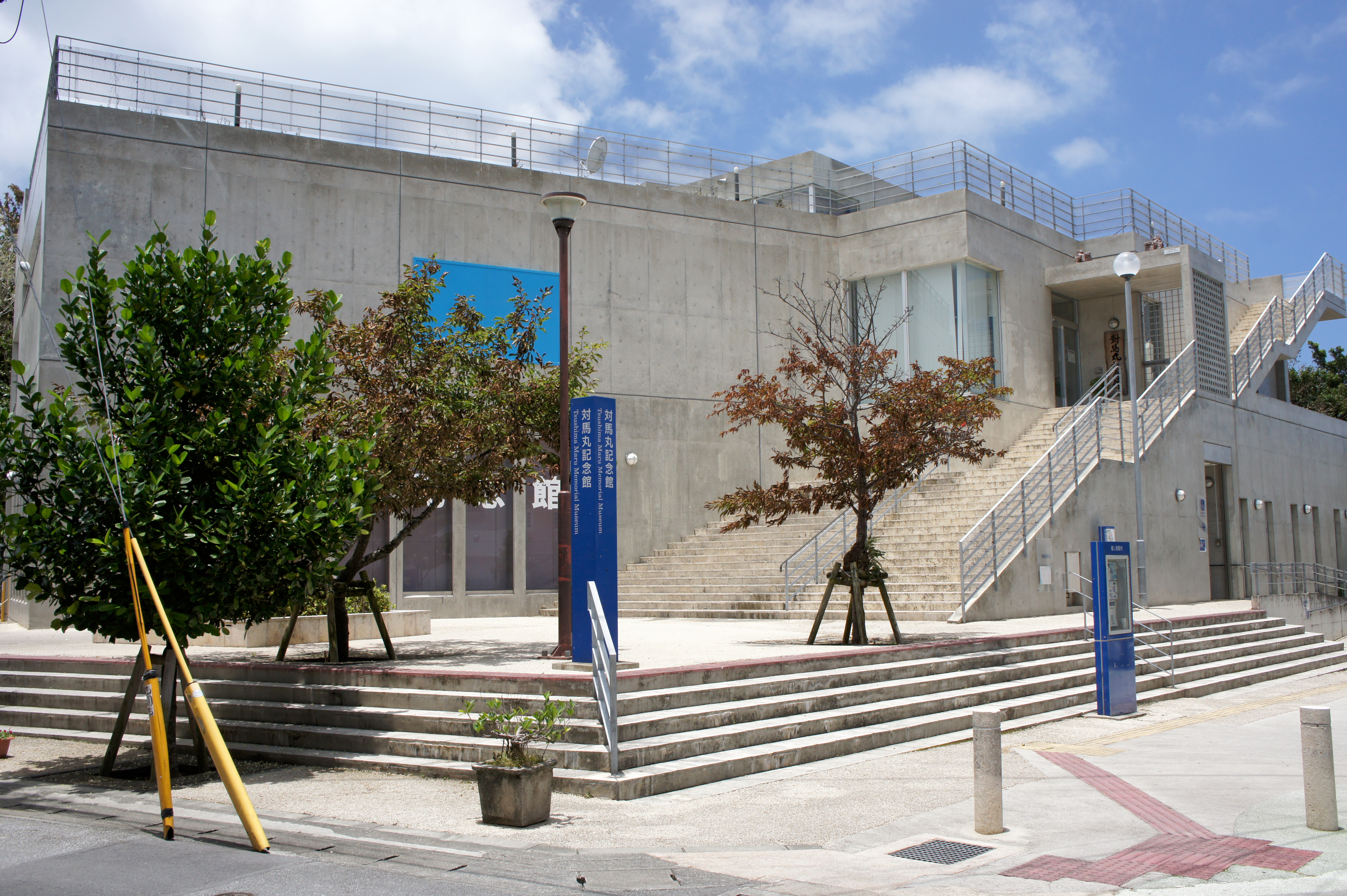
Мемориальный музей «Цусима-мару». Наха, Окинава.

В 1954 году в Наха был построен мемориал памяти жертв крушения «Цусима-мару». Также существуют монументы на острове Акусэки-дзима и на территории токийского храма Дзодзёдзи. В 2004 году рядом с мемориалом в Наха был построен мемориальный музей «Цусима-мару». В экспозиции музея присутствуют личные вещи (одежда, учебные принадлежности) и фотографии школьников, реконструкция школьного кабинета времён войны, стенды с материалами, описывающими обстоятельства потопления судна.
В 1982 году вышел полнометражный аниме-фильм «Цусима Мару: Прощай, Окинава!» (яп. 対馬丸ーさようなら沖縄ー), посвящённый трагическим обстоятельствам потопления судна.
В 1997 году экспедиция, организованная Японским агентством морских геологических наук и технологий (JAMSTEC), при помощи глубоководного исследовательского аппарата Dolphin 3K обнаружила место затопления «Цусима-мару» в точке 29°31,93′ с. ш. 129°32,90′ в. д. на глубине 871 метр.